# Nick Rose
Nick Rose é um empresário britânico e, desde 2012, quando substituiu Adam Parr, é presidente não-executivo da Williams Grand Prix Holdings PLC, onde ele já trabalhava como diretor não executivo.
Rose foi educado na Universidade de Oxford, de onde ele tem um mestrado em química. Ele começou sua carreira na Ford. Posteriormente ele foi um membro do Conselho da GrandMet e do Conselho de Administração do grupo Diageo a partir da adesão em 1999, onde se aposentou como diretor de faturamento em 2010.